# Кларк, Ди
Ди Кларк (англ. Dee Clark, полное имя: Delectus Clark, 7 ноября 1938 — 7 декабря 1990) — американский ритм-н-блюзовый певец, наиболее известный по серии хитов в ритм-н-блюзовых и поп-чартах в конце 1950-х и начале 1960-х годов. Среди этих хитов — песня «Raindrops», продавшая в 1961 году в США в более чем миллионе экземпляров. Она достигла 2 места в Billboard Hot 100 и 3 места в ритм-н-блюзовом чарте «Билборда» и.
По свидетельству музыкального сайта AllMusic, Ди Кларк — «один из самых успешных ритм-н-блюзовых певцов конца 1950-х — начала 1960-х годов»,

## Дискография
- См. «Dee Clark § Chart singles» в английском разделе.